# Aletris lutea
Aletris lutea là một loài thực vật có hoa trong họ Nartheciaceae. Loài này được Small mô tả khoa học đầu tiên năm 1899.